# Chilcoot-Vinton
Chilcoot-Vinton es un lugar designado por el censo en el condado de Plumas en el estado estadounidense de California. En el año 2000 tenía una población de 387 habitantes y una densidad poblacional de 11 personas por km².

## Geografía
Chilcoot-Vinton se encuentra ubicado en las coordenadas 39°48′2″N 120°8′40″O / 39.80056, -120.14444. Según la Oficina del Censo, la ciudad tiene un área total de 34,2 km² (13,2 mi²), de la cual 34,2 km² (13,2 mi²) es tierra y 0 km² (0 mi²) (0%) es agua.

## Demografía
Según la Oficina del Censo en 2000 los ingresos medios por hogar en la localidad eran de $35,938, y los ingresos medios por familia eran $39,583. Los hombres tenían unos ingresos medios de $42,361 frente a los $21,406 para las mujeres. La renta per cápita para la localidad era de $17,355. Alrededor del 12.0% de la población estaban por debajo del umbral de pobreza.